# Драгутин Костић
Драгутин Костић (Пајнлих) (1. августа 1873 — Београд, 3. маја 1945) је српски књижевни критичар, историчар и професор. Рођен је у Београду од мајке Вилхемине Валтер и оца Карла Пајнлиха.

## Биографија
Право име Драгутина Костића је Карл Басов.
Драгутин је после основне школе наставио школовање у гимназији, а затим завршио историјско-филолошке студије на Великој школи у Београду, 1897. године.
Када је 1890. године његов отац Карл Пајнлих напустио своју породицу, Драгутин мења презиме у Костић.
Драгутин Костић је своје прво запослење добио у Врањској гимназији, где је као предавач радио током школске 1897/1898. године. Тада је упознао матуранта Борисава Станковића, с којим ће касније постати присни пријатељ и венчани кум.
До 1910. године запослен је у Другој београдској гимназији најпре као приправник латинског језика, затим суплент па професор српског језика. Професорски испит из српског и њему матерњег немачког језика, положио је 20. јануара 1901. Краљевски ордан Светог Саве добио је 1. септембра 1907. Драматург је Народног позоришта у Београду током 1910. године. У Богословију Свети Сава у Београду прелази 1911. где остаје до 1920. године и предаје српски, латински и старословенски језик, као и српску књижевност и историју српског народа. Током 1911/1912. године борави у Москви и Петрограду, ради проучавања старих српских рукописа. Свеске са поменутог проучавања предате су Народној библиотеци Србије 25. јула 1943. године.
У периоду од 1912. до 1915. године чиновник је Ратног пресбироа Врховне команде српске војске. Преко Подгорице и Скадра прелази Албанију са српском војском. Током 1916/1917. године професор је српским матурантима у Ници. У Министарству просвете је на раду од 1919. године. 1920. године постављен је за редовног професора југословенске књижевности у Војној академији у Београду, где је и пензиосисан као виши војни професор прве класе. Од марта 1937. је редовни члан Историјског друштва у Новом Саду. Од 1942. до 1944. године је члан Управе Српске књижевцне задруге. Умро је у болници у Београду 3. маја 1945. године.